# Al-Mu’anasa
Al-Mu’anasa (arab. الموانسة; fr. Mouansa) – miejscowość we wschodniej Tunezji, obecnie na przedmieściach miasta Dżardżis.
Miejscowość zamieszkiwała bardzo liczna diaspora żydowska, o czym świadczy tutejsza synagoga. Obecnie synagoga oraz pobliski kirkut od lat 70. XX w. stoją opuszczone ze względu na likwidację lokalnej gminy i opuszczenie wsi przez ostatnich Żydów ze względu na ówczesną sytuację polityczną kraju.